# H. G. Wells (cráter)

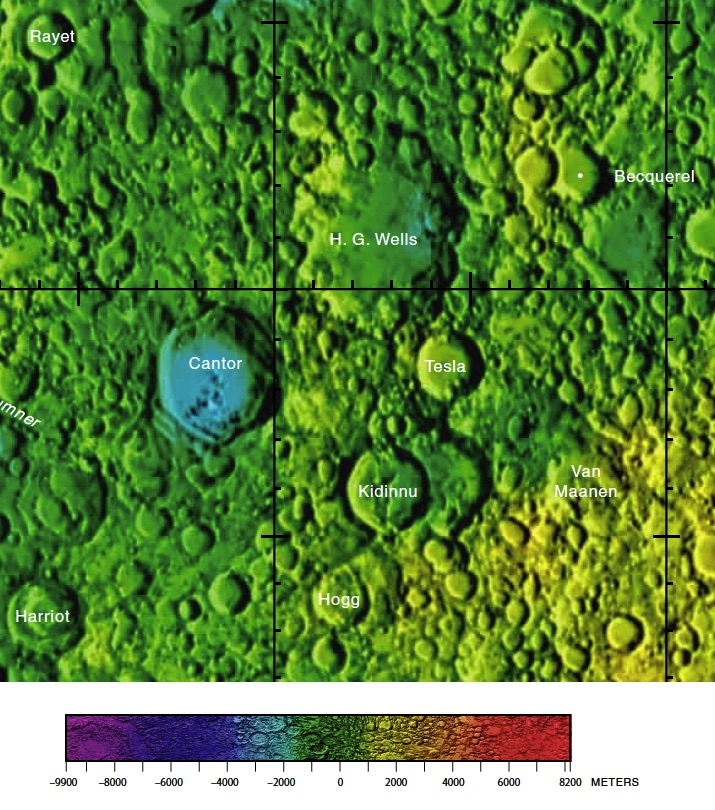
Localización del cráter H. G. Wells

H. G. Wells es un cráter de impacto lunar, localizado en la cara oculta de la Luna, tras su borde norte. Yace al sur del cráter Millikan, y al noreste de Cantor. Hacia el suroeste se encuentra el pequeño cráter Tesla.
Esta gran formación de más de 100 km de ancho es notable por el estado de su anillo exterior. Poco o nada permanece de su borde, pues ha sido erosionado por colisiones posteriores. El cráter está rodeado por una multitud de valles y macizos, restos de su pared. Su interior está marcado por una multitud de pequeños cráteres.
Su nombre es un homenaje al escritor de ciencia ficción británico H. G. Wells.

## Cráteres satélite
Por las características de la síntesis de la convención son identificadas en mapas lunares poniendo la letra en el lado del punto medio del cráter sí está más cerca de H. G. Wells.
|             | \| H. G. Wells \| Coordenadas \| Diámetro \| \| ----------- \| ------------------------------ \| -------- \| \| X \| 40°42′N 122°48′E / 40.7, 122.8 \| 114 km \| |          |
| H. G. Wells | Coordenadas | Diámetro |
| X           | 40°42′N 122°48′E / 40.7, 122.8 | 114 km   |